# Lindsey Jacobellis
Lindsey Jacobellis (n. 19 august 1985, Danbury⁠(d), Connecticut, SUA) este o sportivă ce a reprezentat Statele Unite ale Americii, medaliată olimpică. A participat la 5 ediții ale Jocurilor Olimpice (2006, 2010, 2014, 2018, 2022) în care a câștigat o medalie de argint.